# Träleksakståg

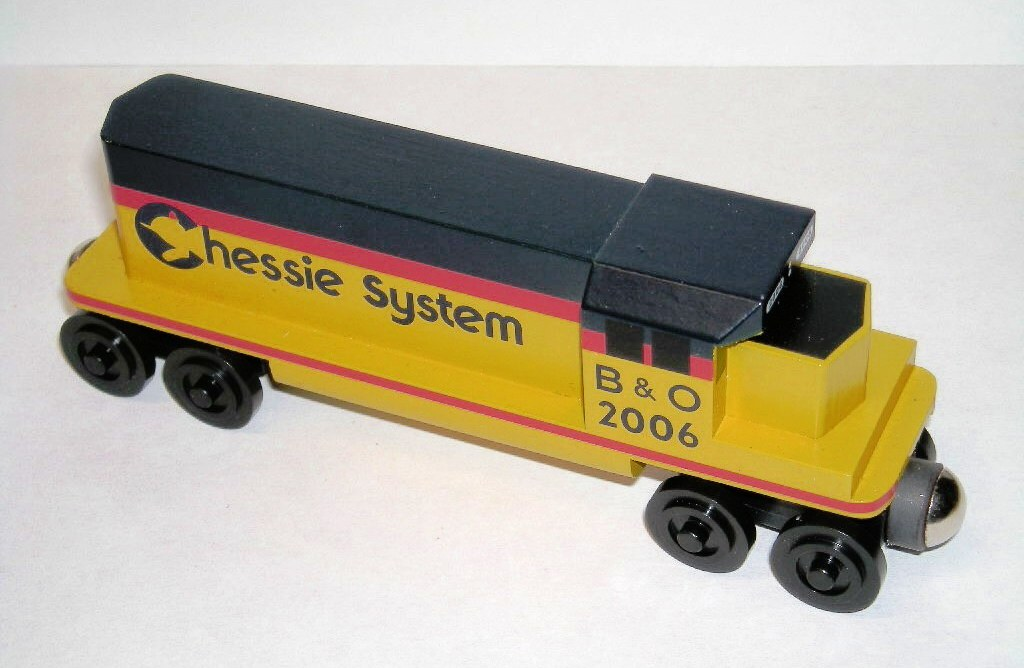
Chessie System GP40-2 från Whittle Shortline.

Ett träleksakståg är ett leksakståg som går på en räls av trä.

## Historik

### USA
Marshal H. Larrabee II bildade Skaneateles Handicrafters 1936. De tillverkade träleksakståg och träjärnvägar.

### Europa
År 1958 introducerade svenska Brio i Osby sitt system i Europa.